# تپه میروژآباد
تپه میروژ آباد مربوط به دوره ساسانیان - دوران‌های تاریخی پس از اسلام است و در شهرستان تویسرکان، بخش قلقل رود، روستای سه گابی واقع شده و این اثر در تاریخ ۲۴ اسفند ۱۳۸۳ با شمارهٔ ثبت ۱۱۴۱۵ به‌عنوان یکی از آثار ملی ایران به ثبت رسیده است.